# Klokočevac
Klokočevac is een plaats in de gemeente Bjelovar in de Kroatische provincie Bjelovar-Bilogora. De plaats telt 860 inwoners (2001).